# Der ägyptische Spion, der Israel rettete
Der ägyptische Spion, der Israel rettete (Originaltitel: The Angel) ist ein israelischer Spionage-Thriller des Regisseurs Ariel Vromen aus dem Jahr 2018, dem eine wahre Geschichte zugrunde liegt. Er basiert auf der Biografie von Ashraf Marwan, dem Schwiegersohn des damaligen ägyptischen Präsidenten Gamal Abdel Nasser. Der Film wurde von Netflix produziert und am 14. September 2018 weltweit veröffentlicht.

## Handlung
In einem Prolog wird der geschichtliche Kontext erläutert. Ägypten versichert sich der Unterstützung aller arabischer Staaten in einem Krieg mit Israel und schließt die Straße von Tiran für die israelische Schifffahrt. Dies war der Casus Belli für den Sechstagekrieg, im Zuge dessen Israel 1967 weite Landstriche eroberte und besetzte, darunter auch die Sinai-Halbinsel, die zuvor zu Ägypten gehörte. Die Spannungen der Region sind damit nicht gelöst, sondern die von Israel besiegten Länder versuchen ihre verlorenen Territorien zurückzugewinnen.
Am 3. September 1973 trifft sich Ashraf Marwan mit arabischen Terroristen vor dem internationalen Flughafen Rom-Fiumicino. In seinem Diplomatengepäck hat er neben weiteren Waffen auch zwei Raketenwerfer ins Land geschmuggelt hat. Diese händigt er den Terroristen aus, die mit ihnen ein ziviles Verkehrsflugzeug abschießen wollen, das zu seiner Reise nach Israel abhebt. Den Aufständischen gegenüber argumentiert er, den Ort des Anschlags unmittelbar verlassen zu müssen, da er als ägyptischer Diplomat dort nicht gesehen werden dürfe.
Drei Jahre zuvor lebt Ashraf mit seiner Frau Mona und ihrem gemeinsamen Sohn in London, um seinem Studium des Chemieingenieurwesens nachzugehen. Der ägyptische Präsident Gamal Abdel Nasser stand der Heirat seiner Tochter Mona mit Ashraf ablehnend gegenüber und lässt seinen Schwiegersohn dies noch immer spüren. Von Ashrafs Vorschlag fühlt sich Nasser brüskiert, im arabisch-israelischen Konflikt zur Vermeidung weiteren Blutvergießens mit den Vereinigten Staaten als Friedensvermittler eine diplomatische Lösung zu suchen. Nasser muss befürchten, dass ihn ein solches Unterfangen die Unterstützung der Sowjetunion kosten werde. Ashraf jedoch nennt die Sowjetunion im Beisein Nassers Berater eine im Niedergang begriffene Macht, auf die Ägypten in der Zukunft nicht mehr setzen könne. Nasser tadelt Ashraf und fordert seine Tochter Mona auf, sich von ihrem Mann scheiden zu lassen. Ashraf hört dieses lautstark geführte Gespräch aus dem Nebenraum mit.
Über Studienfreunde lernt Ashraf die in London lebende Schauspielerin Diana Ellis kennen. Nach einer durchzechten Nacht wird er von seiner Frau mit Fotos konfrontiert, die ihn beim Pokerspiel, beim Alkoholkonsum sowie in Beisein von Diana Ellis zeigen, woraufhin sie ihm eine Affäre mit der Schauspielerin unterstellt. Wütend erkennt Ashraf, dass sein Schwiegervater, von dem er finanziell abhängig ist, ihn fern der Heimat überwachen lässt. Frustriert beschließt Ashraf, den israelischen Botschafter im Vereinigten Königreich, Michael S. Comay, von einem öffentlichen Münzfernsprecher anzurufen, um ihm wichtige politische Informationen anzubieten. Telefonisch wird ihm mitgeteilt, er könne nicht durchgestellt werden, woraufhin Ashraf das Gespräch augenblicklich beendet.
Kurz darauf wird Ashraf von Gesandten des Präsidenten während einer Vorlesung aus dem Hörsaal gebeten. Ihm wird mitgeteilt, dass sein Schwiegervater, Präsident Nasser, unerwartet an einem Herzinfarkt verstorben sei, weswegen er mit seiner Familie nach Kairo zurückgerufen werde. Vizepräsident Anwar Sadat übernimmt das Präsidentenamt. Sein Vertrauen gewinnt Ashraf, indem er mit Hilfe von Dokumenten aus dem Besitz des verschiedenen Präsidenten Nasser ranghohe Politiker innerhalb der ägyptischen Regierung der Korruption überführen kann. Sein politischer Aufstieg beginnt und lässt ihn schließlich zu einem wichtigen politischen Akteur Ägyptens werden, wenngleich sein Familienleben unter den neuen Aufgaben leidet.
Zurück in London melden sich Agenten des Mossads telefonisch bei ihm, spielen ihm eine Aufzeichnung seines vorherigen Anrufs bei der israelischen Botschaft vor und geben ihm zu verstehen, dass der Mossad inzwischen Interesse an seinen Diensten habe. Ashraf trifft sich mit Danny Ben Aroya, der sich ihm unter dem Decknamen „Alex“ vorstellt, um erste Geheimnisse seines Landes an die israelische Regierung zu verkaufen. Die von Ashraf gelieferten Informationen werden als zuverlässig und wertvoll eingeschätzt. Von seinem Führungsoffizier Alex erhält Ashraf den Decknamen „der Engel“. Dass Ashraf die Israelis zweimal vor einer militärischen Invasion seines Landes warnt, diese aufgrund der Unberechenbarkeit Sadats jedoch ausbleibt, führt zu einer schweren Belastung für seine Beziehung zum Mossad und lässt diesen an seiner Vertrauenswürdigkeit zweifeln. 
Als Israel ein ziviles, libysches Verkehrsflugzeug abschießt, schwört Libyens Machthaber Muammar al-Gaddafi Rache zu nehmen. Da Sadat jedoch nicht bereit ist, dem Nachbarstaat bei der vorsätzlichen Tötung von Zivilisten behilflich zu sein, beauftragt er Ashraf damit, Kontakt zu Gaddafi aufzunehmen. Dieser unterbreitet dem libyschen Führer das erwartete Angebot der Unterstützung und vereinbart Zeit und Ort für den Anschlag – den 3. September 1973 in Rom.
An eben diesem 3. September 1973 in Rom stellt Ashraf durch Entfernung eines Stifts aus dem Raketenwerfer sicher, dass die Waffe nicht auslöst und der Vergeltungsangriff der libyschen Terroristen fehlschlägt. Zudem informiert er die italienischen Behörden, die die Terroristen festnehmen.
Auf diese Weise gelingt es Ashraf zugleich, das Vertrauen des Mossad zurückzugewinnen. Er informiert den Mossad ein drittes Mal über eine bevorstehende ägyptische Invasion, die in den Abendstunden des Jom Kippur, des höchsten israelischen Feiertags, stattfinden soll. Zunächst wird diese Warnung erneut als Fehlalarm abgetan. Erst nach heftigen Diskussionen in der Führungsriege des Mossads fällt die Entscheidung, Israels Militär erneut zu mobilisieren.
Inspiriert von der Fabel Der Hirtenjunge und der Wolf, die Ashraf seinem Sohn vorgelesen hatte, entwickelte er das Vorhaben, Sadat erst beim dritten Mal zur Durchführung seiner Invasionspläne zu raten. Ashraf erkannte, dass Frieden zwar nur durch Diplomatie und nicht durch Krieg erreicht werden konnte, wusste jedoch auch, dass Israel keinen Friedensgesprächen zustimmen würde, solange es militärisch die Oberhand hatte. Daher beschloss er, den Weg für einen kurzen, aber erfolgreichen Überraschungsangriff auf Israel zu ebnen. Im Jom-Kippur-Krieg kommt es zu einer militärischen Pattsituation zwischen Israel und Ägypten, infolge deren Friedensgespräche aufgenommen werden und schließlich ein Friedensvertrag geschlossen wird, der die Rückgabe der Sinai-Halbinsel an Ägypten umfasst. Sowohl Sadat als auch Menachem Begin erhalten den Friedensnobelpreis.
Ashrafs Einsatz für sein Land fordert jedoch einen hohen Preis. Seine Ehe mit Mona zerbricht an seinen fortwährenden Auslandreisen und seinem Schweigen über seine Tätigkeit. Eines Tages erhält er von seiner inzwischen getrennt von ihm lebenden Frau einen kurzen Brief zusammen mit einem Foto, das ihn Diana Ellis küssend zeigt, in dem seine Frau ihm vorwirft, die Affäre habe nicht ausschließlich in ihrem Kopf stattgefunden. Er klärt sie nicht darüber auf, dass dieses Foto zur Aufrechterhaltung der Tarnung seiner nachrichtendienstlichen Arbeit entstanden ist.
Einige Jahre später treffen sich Ashraf und Alex in einem Londoner Park. Ashraf erhält als Geschenk eine Ausgabe von Aesops Fabeln und Alex gibt ihm zu erkennen, er habe seine Strategie inzwischen erkannt. Daraufhin erwidert Ashraf ihm, dass es aufgrund des Friedens nun allen besser ergehe.
In einem Epilog wird erwähnt, dass Ashraf im Jahr 2007 unter mysteriösen Umständen bei einem Sturz vom Balkon seiner Londoner Wohnung ums Leben gekommen ist. Zugleich sei er der einzige Mensch, der sowohl in Israel als auch in Ägypten als Nationalheld verehrt werde.

## Produktion
Der Film basiert auf dem Buch The Angel: The Egyptian Spy Who Saved Israel, das Uri Bar-Joseph im Jahr 2010 in hebräischer Sprache unter dem Titel Hamal'ach bei Kinneret Zmora-Bitan Dvir veröffentlichte und in englischer Sprache im Jahr 2016 bei HarperCollins einem größeren Publikum näher brachte. Wegen der arabischen Fassung des Buches wurde der ägyptische Verleger Chaled Lotfi Ende Dezember 2019 zu fünf Jahren Haft verurteilt. Das ägyptische Gericht sah es als erwiesen an, dass das Verlagshaus mit der Veröffentlichung des Buches Militärgeheimnisse preisgegeben habe.
Am 5. Mai 2017 wurde angekündigt, dass Marwan Kenzari die titelgebende Hauptrolle übernehmen würde. Die Besetzung der übrigen Rollen wurde am 25. Juli 2017 bekannt gegeben.
Die Dreharbeiten begannen Anfang Juli 2017 in London. Weitere Aufnahmen erfolgten im Vereinigten Königreich, Bulgarien und Marokko.
Ursprünglich war die Veröffentlichung für den 15. Juni 2018 vorgesehen und erfolgte letztlich nur wenige Wochen später am 14. September 2018.
Die Rolle der von Hannah Ware verkörperten Diana Ellis weist Ähnlichkeiten zum Lebenswandel von Diana Dors auf.

## Synchronisation
Von ägyptischen Zuschauern wurde im Originalton das „pseudo-ägyptische Kauderwelsch“ der mehrheitlich israelischen Darsteller kritisiert.
Die deutschsprachige Synchronisation entstand durch die Berliner Synchron nach einem Dialogbuch von Änne Troester, während Jeffrey Wipprecht die Dialogregie führte.
| Darsteller       | Sprecher          | Rolle               |
| ---------------- | ----------------- | ------------------- |
| Marwan Kenzari   | Florian Halm      | Ashraf Marwan       |
| Toby Kebbell     | Alexander Doering | Danny Ben Aroya     |
| Maisa Abd Elhadi | Marieke Oeffinger | Mona Marwan         |
| Hannah Ware      | Kaya Marie Möller | Diana Ellis         |
| Waleed Zuaiter   | Oliver Siebeck    | Gamal Abdel Nasser  |
| Sasson Gabai     | Thomas Kästner    | Anwar Sadat         |
| Mickey Leon      | Tim Moeseritz     | Judah Hornstein     |
| Paul Lancaster   | Dirk Müller       | Nachrichtensprecher |
| Mali Levi        | Mareile Moeller   | Natalie Ben Aroya   |
| Simon Istolainen | Jeffrey Wipprecht | Rami Schulman       |
| Ori Pfeffer      | Till Hagen        | Zvi Zamir           |
|                  | Erich Räuker      | Professor           |
|                  | Frank Röth        | Professor           |

## Rezeption
Johannes Habermehl schreibt für Die Welt, bei dem Film handle es sich um einen „packenden Spionagethriller“. Als Motiv für Marwans Kontaktaufnahme zum Mossad spiele dessen finanzielle Schieflage ebenso eine Rolle wie der Umstand, dass er „sich durch die Distanz, die sein Schwiegervater [und Präsident Gamal Abdel Nasser] zu ihm hielt, gedemütigt“ fühle – „so zumindest zeigt es die Netflix-Produktion“.
Gudrun Harrer resümiert für den Standard, „beim »Engel« stecke der Teufel im Detail“, dies könne „man auch an der Rezeption des Films […] ablesen“. So sei in Ägypten von „systematischer Geschichtsfälschung“ die Rede, denn die sich nur lose an der Biografie Marwans orientierende Produktion verzichte darauf, ihn „als Doppelagent“ zu charakterisieren. Aus den geschichtlichen Fakten wird im Film „eine Heroengeschichte rund um den Spion“, der „das Gute – nämlich Frieden – im Sinn“ habe. Auch Harrer hebt als Beweggründe die finanziellen Umstände Marwans sowie dessen schwierige Beziehung zu seinem Schwiegervater hervor.
„Die Frage nach dem Motiv“, die Marwan zur Zusammenarbeit mit dem Mossad bewegt, „zieht sich wie ein roter Faden durch“ den Film, jedoch „liefert [dieser] darauf keine eindeutige Antwort“, urteilt Sauza von OFDb.de. In dem „weitgehend authentisch ins Bild gesetzten klassischen Agententhriller“ nennt die titelgebende Hauptrolle ehrenhafte Beweggründe, „was den Zuschauer allerdings nicht wirklich überzeugen kann“. Marwan Kenzari spielt „seine Titelrolle als eher zaudernder, die Tragweite seiner Handlungen nicht immer überblickender Spion“ und vermag es, den „ambivalenten Charakter“ in den Mittelpunkt des Films zu stellen. In weiten Teilen „stimmen Film und historische Tatsachen“ in dem „öfter zwischen Dokumentation und Fiktion hin- und herspringenden Streifen“ überein. „Einige historische Ungenauigkeiten […] bis hin zu offensichtlichen Fehlern […] tun der akkurat abgefilmten Agentenstory keinen Abbruch“, wenngleich von Marwans „durchaus drehbuchtauglichen späteren Leben“ in London im weiteren Verlauf des Films kein Gebrauch gemacht wird. Insgesamt handele es sich um einen „spürbar um Konsens bemühten Agententhriller“, in dem „der arabisch-israelische Konflikt nie vertieft wird, die beiden ägyptischen Staatschefs wohlwollend neutral und der Staat Israel überhaupt nur durch eine Handvoll Mossad-Leute dargestellt wird“, so dass „sich ein verhältnismäßig friedlicher Rückblick auf die seinerzeitigen, immerhin in einen Krieg mündenden Ereignisse“ ergibt. Der „als semi-dokumentarischer Streifen“ angelegte Film, der „mit nur 6 näher beleuchteten Lebensjahren des Spions (1967–1973)“ daherkomme, sei „als Biopic zwar deutlich zu kurz, funktioniert als Geheimagentenfilm aber ganz leidlich“.
Oliver Armknecht merkte für film-rezensionen.de an, der Film verzichte darauf zu „spekulieren“, wie alternative Verläufe der Geschichte hätten aussehen können, die durch Ausbleiben der Taten von Marwan hätten eintreten können, sondern verschreibe sich dem Versuch, „die tatsächliche Geschichte […] erklären zu wollen“. Armknecht betont dabei, es sei durchaus „erklärungsbedürftig, weshalb ein bedeutendes Mitglied der politischen Elite Geheimnisse an den Erzfeind verrät“. Die „Theorie, er sei in Wahrheit ein Doppelagent gewesen, der Israel vielmehr ausnutzte, anstatt dem Land helfen zu wollen, die wird hier nicht aufgegriffen“. Regisseur Ariel Vromen gelingt es, „das Bild eines intelligenten, mutigen Mannes“ zu zeichnen, „der sehr viel langfristiger dachte und auch der Sowjetunion skeptisch gegenüberstand“. Auffallen sei zugleich, dass „Israels Rolle in dem Konflikt kaum angesprochen“ werde, sondern „sich der Film völlig auf einen Mann [konzentriere], der verloren zwischen zwei verfeindeten Staaten nach einer Lösung sucht“. Der tunesisch-niederländische Schauspieler Marwan Kenzari vollbringe es, „seine Rolle gleichermaßen aufrichtig und geheimnisvoll“ anzulegen. Als „klassischer Spionagethriller“ sei „die Stimmung des Films geheimnisvoll“ und nutze „die brisante Situation“ seiner Hauptrolle, „anstatt auf Actionszenen“ zu setzen. Kritisch anzumerken sei, dass der Film „sichtlich mit der Balance kämpft“, geschichtliche Hintergründe erklären zu müssen, bevor „das eigentliche Thema erreicht wird“ und letztlich „viele Fragen“ unbeantwortet bleiben.
Michael Grünwald schreibt auf filmgenuss.com, ein „sperriger deutscher Titel“ und „die zentrale Figur“, die „unnahbar“ bleibe, weisen auf das zentrale „Problem des Films“. Der Film sei „als purer Faktenlieferant inhaltlich zwar interessant“, müsse „filmisch jedoch um jedes Quäntchen an dramaturgischer Substanz kämpfen“. Das „gewisse Charisma“ fehle der Hauptrolle „inmitten politischer Wirrnisse“. Doch die „Geschichte [sei] viel zu komplex, um sie von Grund auf zu verstehen“, so dass der Versuch des „exotischen Politthrillers“ daran scheitert, dass „dessen immense Fakten und Hintergründe ihn letztlich heillos überfordern“.

## Auszeichnungen
Beim LifeArt Festival wurde die Produktion in der Kategorie Best Feature Film mit dem Jury Prize ausgezeichnet.